# River: The Joni Letters
River: The Joni Letters è un album del pianista e tastierista statunitense Herbie Hancock pubblicato nel 2008 dalla Verve. Nel 2008 ha vinto il Grammy Award come miglior album dell'anno.

## Il disco
Pubblicato il 25 settembre del 2007, River: The Joni Letters è il 47º album in studio di Herbie Hancock.
Si tratta di un omaggio alla cantautrice canadese Joni Mitchell, amica di lungo corso del pianista di Chicago.
La collaborazione tra i due era iniziata nel 1979 con il celebre Mingus, l'album che aveva segnato la prima vera incursione della Mitchell nel mondo del jazz e al quale aveva partecipato, tra gli altri, anche il sassofonista Wayne Shorter.
River: The Joni Letters contiene la rivisitazione di molti dei classici degli anni settanta della cantautrice. Tra questi River (dall'album Blue del 1971), Both Sides Now (del 1968, portata al successo tra gli altri da Frank Sinatra) e Amelia (dall'album Hejira del 1976). Sono presenti inoltre alcuni brani tratti da uno dei dischi più significativi della Mitchell, The Hissing of Summer Lawns del 1975, il primo disco in cui la cantautrice aveva iniziato a esplorare sonorità diverse da quelle del classico West Coast e che l'avrebbero portata negli anni successivi a realizzare, con la complicità di Jaco Pastorius, i suoi album maggiormente vicini al jazz (da Hejira fino a Mingus e a Shadows and Light). Completano il disco una bella versione di Solitude di Duke Ellington e Nefertiti, una composizione di Wayne Shorter che aveva dato il titolo a un celebre disco di Miles Davis del 1967, all'epoca in cui sia Hancock che Shorter suonavano nel quintetto del trombettista (con Ron Carter e Tony Williams).
Le canzoni di River: The Joni Letters sono cantate da un nutrito gruppo di ospiti tra i quali la stessa Joni Mitchell (che interpreta The Tea Leaf Prophecy (Lay Down Your Arms), una sua canzone del 1988), Leonard Cohen (altro celebre canadese), Tina Turner, Norah Jones, Corinne Bailey Rae e la brasiliana Luciana Souza.
Il 10 febbraio 2008 l'album ha vinto il Grammy Award (premi per le produzioni del 2007) come miglior album dell'anno (battendo a sorpresa la concorrenza di Kanye West, Foo Fighters e Amy Winehouse) e come miglior disco di jazz contemporaneo.
River: The Joni Letters è stato il primo disco jazz a vincere il premio come miglior album in 43 anni, dai tempi dell'affermazione di Getz/Gilberto nel 1965.
Il brano Both Sides Now ha avuto anche una nomination come miglior esecuzione jazz strumentale.
L'album ha raggiunto la posizione n°5 della classifica di Billboard dopo la vittoria del Grammy e ha avuto buone vendite anche in alcuni paesi europei.

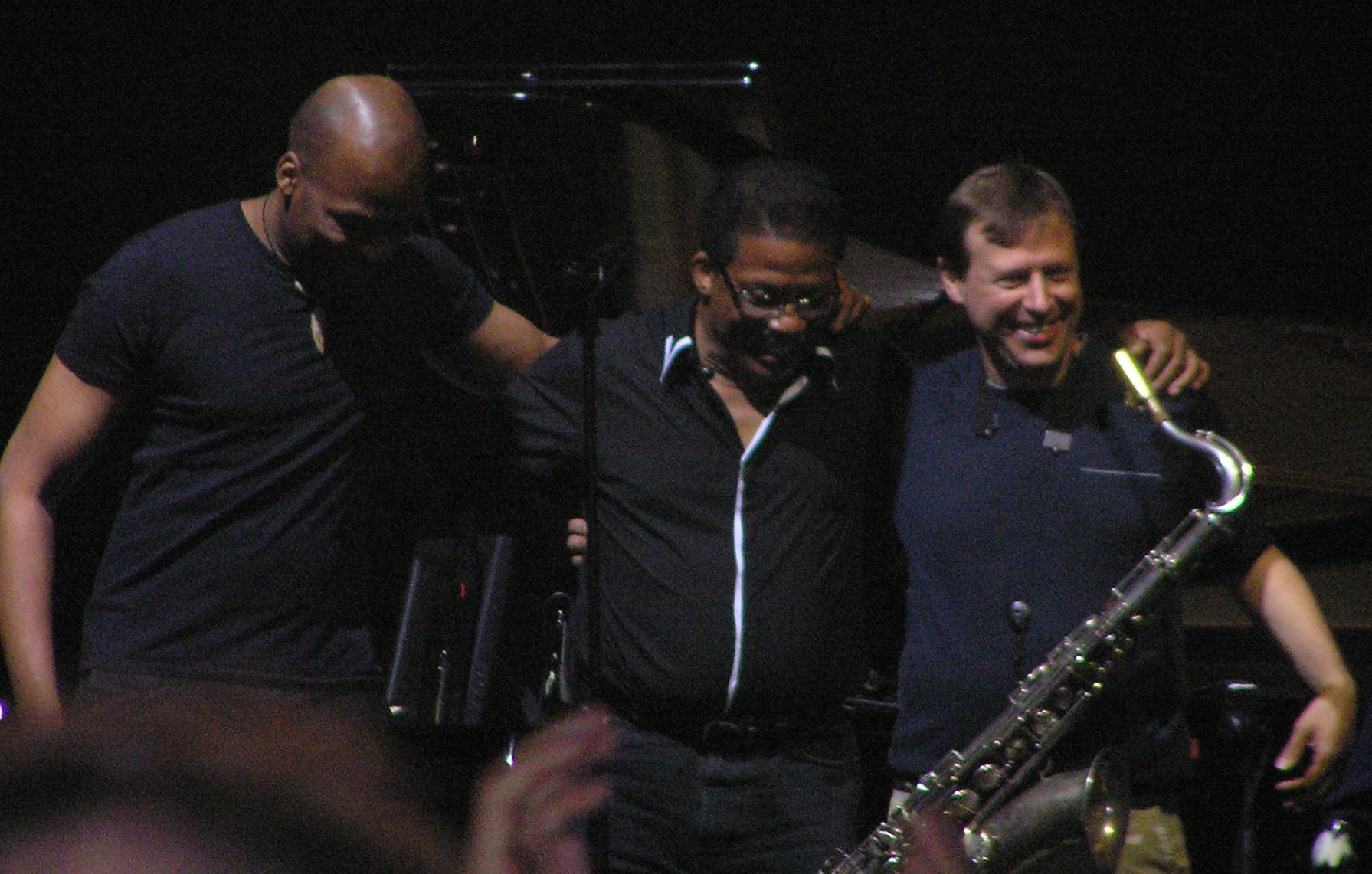
Herbie Hancock (tra Lionel Loueke e Chris Potter) in concerto all'Arena Romana di Padova il 18 luglio 2008 durante il The River of Possibilities Tour.

## Tracce
1. Court and Spark - (Joni Mitchell) - 7:36, con Norah Jones
2. Edith and the Kingpin - (Joni Mitchell) - 6:33, con Tina Turner
3. Both Sides Now  - (Joni Mitchell) - 7:39
4. River - (Joni Mitchell) - 5:26, con Corinne Bailey Rae
5. Sweet Bird - (Joni Mitchell) - 8:17
6. The Tea Leaf Prophecy (Lay Down Your Arms) - (Joni Mitchell) - 6:35, con Joni Mitchell
7. Solitude - (Eddie DeLange, Duke Ellington, Irving Mills) - 5:44
8. Amelia - (Joni Mitchell) - 7:28, con Luciana Souza
9. Nefertiti - (Wayne Shorter) - 7:31
10. The Jungle Line - (Joni Mitchell) - 5:00, con Leonard Cohen

La versione speciale di River: The Joni Letters realizzata per Amazon.com contiene due bonus track. Entrambi i brani erano presenti nell'album Blue della Mitchell:
1. All I Want - (Joni Mitchell) – 4:15, con Sonya Kitchell
2. A Case of You - (Joni Mitchell) – 7:36

Acquistando il disco in versione digitale da iTunes è stato possibile scaricare per un certo periodo altre due bonus track, anch'esse del repertorio della cantautrice canadese:
1. Harlem in Havana - (Joni Mitchell)
2. I Had a King - (Joni Mitchell)

## Formazione
- Herbie Hancock – pianoforte
- Wayne Shorter – sassofono soprano e tenore
- Dave Holland – contrabbasso
- Lionel Loueke – chitarra
- Vinnie Colaiuta – batteria
- Dean Parks Guitars Bonus Tracks
- Paulinho Da costa Percussions Bonus Tracks